# Saint Anne’s on the Sea
Saint Anne’s on the Sea lub St Annes – osada i civil parish w Anglii, w Lancashire, w dystrykcie Fylde. W 2011 civil parish liczyła 26398 mieszkańców.